# Die Siedler von Catan: Entdecker & Piraten
Die Siedler von Catan: Entdecker & Piraten ist eine im Februar 2013 erschienene Ergänzung zum Die-Siedler-von-Catan-Brettspiel von Klaus Teuber. Die Erweiterung erschien im Stuttgarter Franckh-Kosmos-Verlag. Sie enthält mehrere neue Szenarien. Mit der Erweiterung reagierte Klaus Teuber auf das besondere Interesse der Spieler an Entdeckerszenarien. Zum Spielen wird zudem das Material des Basisspiels – mit Ausnahme der Entwicklungskarten, Städte und Sondersiegpunktkarten – benötigt. Statt Städten bauen die Spieler aber Hafensiedlungen, von wo aus sie Siedler und Einheiten in neu entdeckte Gebiete befördern. Schiffe werden nicht wie bei der Seefahrererweiterung hintereinander gebaut, sondern über den Spielplan bewegt.

## Enthaltene Szenarien
- Land in Sicht – Einführungsszenario zum Kennenlernen der Grundregeln[3]
- Die Piratenlager – Piratenlager müssen entdeckt und besiegt werden[4]
- Fische für Catan – Fische müssen gefangen und zur Insel des Catanischen Rates gebracht werden.[5]
- Gewürze für Catan – Gewürzinseln müssen entdeckt, dort Händler abgeladen und die erhaltenen Gewürzsäcke zur Insel des Catanischen Rates gebracht werden. Zudem werden Vorteile erhalten, die schnellere Schiffsbewegungen, höhere Chancen im Kampf gegen Piraten und zusätzliche Handelsmöglichkeiten für Gold bieten[6]
- Entdecker & Piraten – Spiel mit allen drei Missionen.[7]

## Inhalt
- Spielfiguren aus Kunststoff:

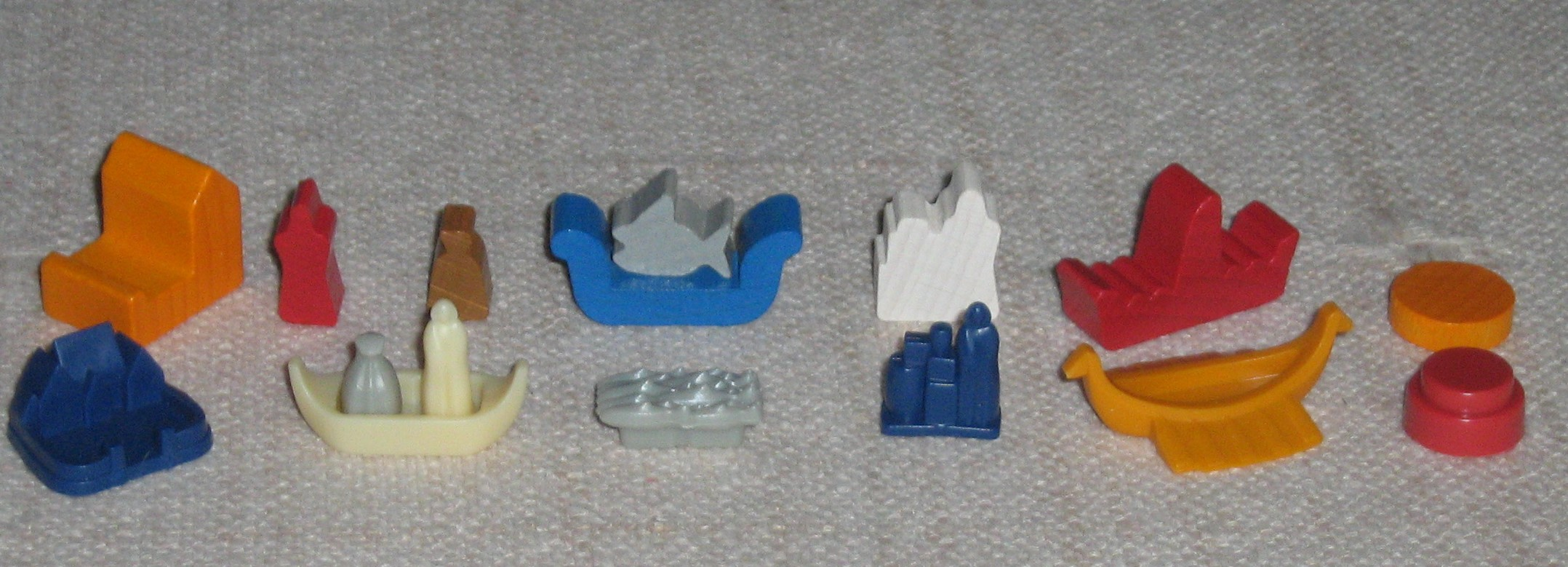
Spielfiguren aus Kunststoff (vorne), bzw. Holz (hinten), von links nach rechts: Hafensiedlung, Einheit und Gewürzsack (vorne im Schiff), Fischschwarm (hinten im Schiff), Siedler, Piratenschiff, Markierungsstein

  - 4 Sätze in 4 Spieler-Farben mit je:
    - 16 (4×4) Hafensiedlungen
    - 36 (4×9) Einheiten
    - 12 (4×3) Schiffe
    - 08 (4×2) Siedler
    - 12 (4×3) Markierungssteine
    - 0 4 (4×1) Piratenschiffe

  - Neutrales Spielmaterial:
    - 06 Fischschwärme
    - 24 Gewürzsäcke
- Spielmaterial aus Pappe (muss aus Stanzbögen herausgelöst werden):
  - Goldmünzen:
    - 40× Wert 1
    - 36× Wert 3

  - 8 Rahmenteile
  - 7 Wasserteile
  - Landschaftsfelder
    - 06 Goldflussfelder
    - 0 6 Fischfelder
    - 0 6 Gewürzfelder
    - 12 Standard-Landschaftsfelder, je 6 mit grüner und orangefarbener Markierung auf der Rückseite

  - 12 Zahlenchips, je 6 mit grüner und orangefarbener Markierung auf der Rückseite
  - 6 Scheiben „Piratenlager“
  - 3 Missionsübersichtskarten
  - 3 Missionskarten plus 3 Siegpunktkärtchen
  - 4 neue Baukostenkarten
- 10 Zip-Tüten für das Spielmaterial
- Spielanleitung (20 DIN-A4-Seiten, mehrfarbig)

## Kritik
Von einigen Spielern wurde kritisiert, dass die Erweiterung nicht mit dem alten Basisspiel mit Holzfiguren, die noch keine Rahmenteile enthält kombinierbar ist. Dies ist aber möglich wenn die alte Seefahrererweiterung vorliegt, da diese genügend Rahmenteile enthält (zumindest für die ersten vier Szenarien. für das fünfte Szenario wird ein weiteres mit X-X markiertes Rahmenteil benötigt.) oder Rahmenteile separat im Catan-Shop bestellt werden.

## Zubehör
- Der Catanische Rat

Siegpunktzähler, der beim Kauf der Erweiterung im Fachhandel erhältlich war.
- Holz-Spielfiguren, erhältlich im Catan-Shop[8]

## Ergänzung
2013 erschien zudem eine Ergänzung für 5 und 6 Spieler.

### Inhalt
- Spielfiguren aus Kunststoff:
  - 2 Sätze in 4 Spieler-Farben mit je:
    - 08 (2×4) Hafensiedlungen
    - 01 (2×9) Einheiten
    - 12 (2×3) Schiffe
    - 04 (2×2) Siedler
    - 06 (2×3) Markierungssteine
    - 02 (2×1) Piratenschiffe

  - Neutrales Spielmaterial:
    - 02 Fischschwärme
    - 12 Gewürzsäcke
- Spielmaterial aus Pappe (muss aus Stanzbögen herausgelöst werden):
  - 6 Wasserteile
  - Landschaftsfelder
    - 2 Goldflussfelder
    - 6 Standard-Landschaftsfelder, je 3 mit grüner und orangefarbener Markierung auf der Rückseite
    - 6 Zahlenchips, je 3 mit grüner und orangefarbener Markierung auf der Rückseite
    - 2 Scheiben „Piratenlager“
- 3 Zip-Tüten für das Spielmaterial mit Sortier-Kärtchen
- Spielanleitung (2 großformatige Seiten, mehrfarbig)